# Acanthocladus moyanoi
Acanthocladus moyanoi là một loài thực vật có hoa trong họ Polygalaceae. Loài này được Speg. mô tả khoa học đầu tiên năm 1897.